# Mrtva ruka
Mrtva ruka (lat. manus mortua, eng. mortmain) je pojam u feudalnom pravu za neotuđivost, neprenosivost vlasništva nepokretnih dobara. Posjedi Crkve, samostana i korporacija su pretežno tretirana kao manus mortua, jer su isključeni od prometa. Pojedini vladari od 13. stoljeća pa nadalje, izdavali su amortizacijske zakone (leges amortisationis) koje su ograničavali Crkvu u stjecanju imovine (ad manum mortuam), osobito nekretnina. 